# The Sonics
The Sonics é uma banda estado-unidense de garage rock formada em Tacoma, Washington, em meados da década de 1960. Juntamente com as demais bandas de rock da garagem da época, por seu som cru e direto, é considerada como uma das primeiras bandas do que viria a se tornar o punk rock anos mais tarde.

## Membros da banda
A formação clássica dos Sonics lineup, encontrada nas gravações de Here Are The Sonics and Boom:
- Gerry Roslie — órgão, piano, vocal principal;
- Andy Parypa — baixo;
- Larry Parypa — guitarra, vocais;
- Rob Lind — saxofone, vocais, harmônica;
- Bob Bennett — bateria.

Formação atual:
- Gerry Roslie — órgão, piano, vocal principal;
- Freddie Dennis - baixo;
- Larry Parypa — guitarra, vocais;
- Rob Lind — saxofone, vocais, harmônica;
- Ricky Lynn Johnson - bateria.

Bennett e A. Parypa, que não poderiam viajar, foram substituídos por Johnson e Dennis.

## Discografia

### Álbuns
- Here Are the Sonics (Etiquette Records, 1965)
- Boom (Etiquette, 1966)
- Merry Christmas (álbum de vários artistas, Etiquette, 1966)
- Introducing The Sonics (Jerden, 1967)
- Explosives (Buckshot, 1973)
- The Sonics (SRT, 1978)
- Sinderella (Compilação, Bomp, 1980)
- Fire and Ice (Compilação, First American, 1983; relançado como Fire & Ice: Lost Tapes Vols. 1 & 2 em 1996)
- Full Force! (Compilação, Line, 1984; relançado como Full Force! The Best of The Sonics em 1987)
- Live Fanz Only  (Etiquette, 1986)
- The Ultimate Sonics (Compilação, Etiquette, 1991)
- Maintaining My Cool (Compilação, Jerden, Munster Records, 1991)
- Psycho-Sonic (Compilação, Big Beat, 1993)
- This Is... The Savage Young Sonics (Compilação, Norton, 2001)
- The Jerden Years 1966-69 (Compilação, Munster, 2004)
- Busy Body!!! Live in Tacoma 1964 (Ao vivo, Norton, 2007)

### Singles
- "The Witch"/"Keep A-Knockin'" (Etiquette, 1964)
- "The Witch"/"Psycho" (Etiquette, 1965)
- "Psycho"/"Keep A-Knockin'" (Etiquette, 1965)
- "Boss Hoss"/"The Hustler" (Etiquette, 1965)
- "Don't Be Afraid Of The Dark"/"Shot Down" (Etiquette, 1965)
- The Sonics' "Don't Believe In Christmas"/The Wailers' "Christmas Spirit" (Etiquette, 1965)
- "Cinderella"/"Louie Louie" (Etiquette, 1965)
- "You Got Your Head On Backwards"/"Love Light" (Jerden, 1966)
- "Like No Other Man"/"Love Light" (Jerden, 1966)
- "The Witch"/"Like No Other Man" (Jerden, 1966)
- "Psycho"/"Maintaining My Cool" (Jerden, 1966)
- "Love-itis"/"You're In Love" (Jerden, 1967)
- "Lost Love"/"Any Way The Wind Blows" (Piccadilly, 1967)
- "Any Way The Wind Blows"/"Lost Love" (UNI, 1967)
- "Dirty Old Man"/"Bama Lama Bama Loo" (Burdette, 1975)
- "The Witch"/"Bama Lama Bama Loo" (Great Northwest, 1979)
- "The Witch"/"Keep A-Knockin'"  (Norton, 1998)
- "Psycho"/"Have Love Will Travel" (Norton, 1998)
- "Cinderella"/"He's Waitin'" (Norton, 1998)
- "Boss Hoss"/"The Hustler" (Norton, 1998)
- "Strychnine"/"Shot Down" (Norton, 1998)
- The Sonics' "Louie Louie"/The Wailers' "Louie Louie" (Norton, 1998)
- "Don't Believe In Christmas"/"Santa Claus" (Norton, 1998)